# حباسة بن يوسف
أبو داؤد حباسة بن يوسف الكتامي (249 هـ - 302 هـ / 863م - 915م) قائد عسكري من القادة العسكريين في الدولة الفاطمية وزعيم قبيلة كتامة، كلفه عبيد الله المهدي بغزو مصر مرتين: الأولى في عام (301 هـ/913م) والثانية عام (302 هـ/914م) لكنه فشل في السيطرة عليها وهزمه مؤنس الخادم قائد العباسيين وقتل من جيشه خلقاً كثيراً فهرب إلى المغرب وهناك قبض عليه عبيد الله المهدي وقتله في القيروان في نفس السنة. فجمع أخوه عروبة بن يوسف قبيلة كتامة وغيرها وأعلن العصيان على عبيد الله، فوجه إليه عبيد الله جيشاً مع مولاه غالب، فاقتتلوا قتالاً شديداً قرب القيروان فأنهزم عروبة ومن معه وقُتِلوا.